# 福岡県道30号飯塚福間線
福岡県道30号飯塚福間線（ふくおかけんどう30ごう いいづかふくません）は、福岡県飯塚市から福津市に至る県道（主要地方道）である。

## 概要
飯塚市川島から宮若市を経由して、福津市中央6丁目に至る。筑豊地区と宗像地区を結ぶ県主要道のうちの1つである。宮若市で九州自動車道の若宮ICと接近しており、若宮ICと飯塚市を結ぶルートとなっている。
全線にわたり2車線であるが、飯塚市内の一部は4車線化（片側2車線）されている。国道200号バイパスと当県道が直結される。
宮若市と福津市の境にある見坂峠は2車線ではあるが急勾配・急カーブが連続し、冬季などには交通規制がかかる場合もあり、難所となっていたが、この区間には清水・松本・大島特定建設工事共同企業体の施工により見坂トンネル（842 m）の建設が進められ、2018年（平成30年）4月7日に開通した。

### 路線データ
- 起点：福岡県飯塚市川島（川島入口交差点、国道200号交点）
- 終点：福岡県福津市中央6丁目（旭橋交差点、国道495号交点、福岡県道97号福間宗像玄海線起点）
- 総延長：28.4 km

## 歴史
- 1993年（平成5年）5月11日 - 建設省から、県道飯塚福間線が飯塚福間線として主要地方道に指定される[4]。
- 2018年（平成30年）4月7日 - 見坂トンネル（842 m）開通[2][3]。
- 2021年（令和3年）3月19日 - 福岡県告示第334号により、水江交差点 - 幸袋交差点間で国道200号・国道211号と重複して水江交差点 - 幸袋交差点に至る区間と、水江交差点 - 川島入口交差点で国道200号と重複して水江交差点 - 川島入口交差点に至る区間の県道指定が解除され、起点が川島入口交差点に変更[5]。
- 2022年（令和4年）4月1日 - 福岡県告示第324号により、バイパスと並行する旧道の県道指定が解除されたことにともない、終点がJR福間駅西口交差点から旭橋交差点に短縮される[6]。

## 路線状況

### 重複区間
- 福岡県道74号宮田小竹線（宮若市宮田・脇野橋東交差点 - 宮若市宮田・脇野橋西交差点）
- 福岡県道21号福岡直方線（宮若市福丸・若宮コミュニティーセンター前交差点 - 宮若市福丸・福丸橋交差点）
- 福岡県道92号宗像篠栗線（宮若市山口）
- 福岡県道503号町川原赤間線（福津市畦町・畦町入口交差点 - 福津市内殿・内殿東交差点）

### 道路施設

#### 橋梁
- 川島幸袋夢の大橋（遠賀川、飯塚市）
- 脇野橋（八木山川、宮若市）
- 若宮大橋（犬鳴川、宮若市）
- 福礼橋（山口川、宮若市）
- 小原橋（山口川、宮若市）
- 瀬戸橋（山口川、宮若市）
- 浅ケ谷橋（山口川、宮若市）

#### トンネル
- 見坂トンネル：延長842 m[2]、2018年（平成30年）竣工、宮若市 - 宗像市 - 福津市

## 地理

### 通過する自治体
- 飯塚市
- 宮若市
- 宗像市[注釈 1]
- 福津市

### 交差する道路
| 交差する道路                           | 市町村名 | 交差する場所 | 交差する場所                       |
| -------------------------------------- | -------- | ------------ | ---------------------------------- |
| 国道200号                              | 飯塚市   | 川島         | 川島入口交差点 / 起点              |
| 福岡県道449号口ノ原川島線              | 飯塚市   | 川島         | [ 注釈 2 ]                         |
| 国道200号 国道211号 重複               | 飯塚市   | 幸袋         | 夢の大橋交差点                     |
| 福岡県道478号飯塚穂波線                | 飯塚市   | 庄司         |                                    |
| 福岡県道471号八木山公園線              | 宮若市   | 宮田         |                                    |
| 福岡県道74号宮田小竹線 重複区間起点    | 宮若市   | 宮田         | 脇野橋東交差点                     |
| 福岡県道74号宮田小竹線 重複区間終点    | 宮若市   | 宮田         | 脇野橋西交差点                     |
| 福岡県道21号福岡直方線 重複区間起点    | 宮若市   | 福丸         | 若宮コミュニティーセンター前交差点 |
| 福岡県道21号福岡直方線 重複区間終点    | 宮若市   | 福丸         | 福丸橋交差点                       |
| 福岡県道9号室木下有木若宮線            | 宮若市   | 沼口         | 沼口交差点                         |
| 福岡県道75号若宮玄海線                 | 宮若市   | 山口         | 山口交差点                         |
| 福岡県道92号宗像篠栗線 重複区間起点    | 宮若市   | 山口         |                                    |
| 福岡県道92号宗像篠栗線 重複区間終点    | 宮若市   | 山口         |                                    |
| 福岡県道503号町川原赤間線 重複区間起点 | 福津市   | 畦町         | 畦町入口交差点                     |
| 福岡県道503号町川原赤間線 重複区間終点 | 福津市   | 内殿         | 内殿東交差点                       |
| 福岡県道531号内殿手光線                | 福津市   | 内殿         | 内殿交差点                         |
| 国道3号                                | 福津市   | 上西郷       | [ 注釈 3 ]                         |
| 福岡県道502号玄海田島福間線            | 福津市   | 中央6丁目    |                                    |
| 福岡県道535号薦野福間線                | 福津市   | 中央6丁目    |                                    |
| 国道495号 福岡県道97号福間宗像玄海線   | 福津市   | 中央6丁目    | 旭橋交差点 / 終点                  |

### 交差する鉄道
- 山陽新幹線
- 鹿児島本線

### 沿線
- すたみな太郎飯塚店
- 飯塚市立幸袋小学校
- 飯塚市立幸袋中学校
- 陸上自衛隊 飯塚駐屯地
- 笠城ダム
- JR九州バス直方線 福丸駅
- 栗本鐵工所福岡工場
- プリンスゴルフクラブ
- なまずの郷（福津市総合運動公園）
- 宗像水光会総合病院
- 福津市役所
- 福津市立図書館
- JR九州鹿児島本線 福間駅
- 日本郵政福間郵便局

### 峠
- 見坂峠（宮若市 - 福津市）